# Stenochironomus triannulatus
Stenochironomus triannulatus är en tvåvingeart som beskrevs av Art Borkent 1984. Stenochironomus triannulatus ingår i släktet Stenochironomus och familjen fjädermyggor. Inga underarter finns listade i Catalogue of Life.